# Немети

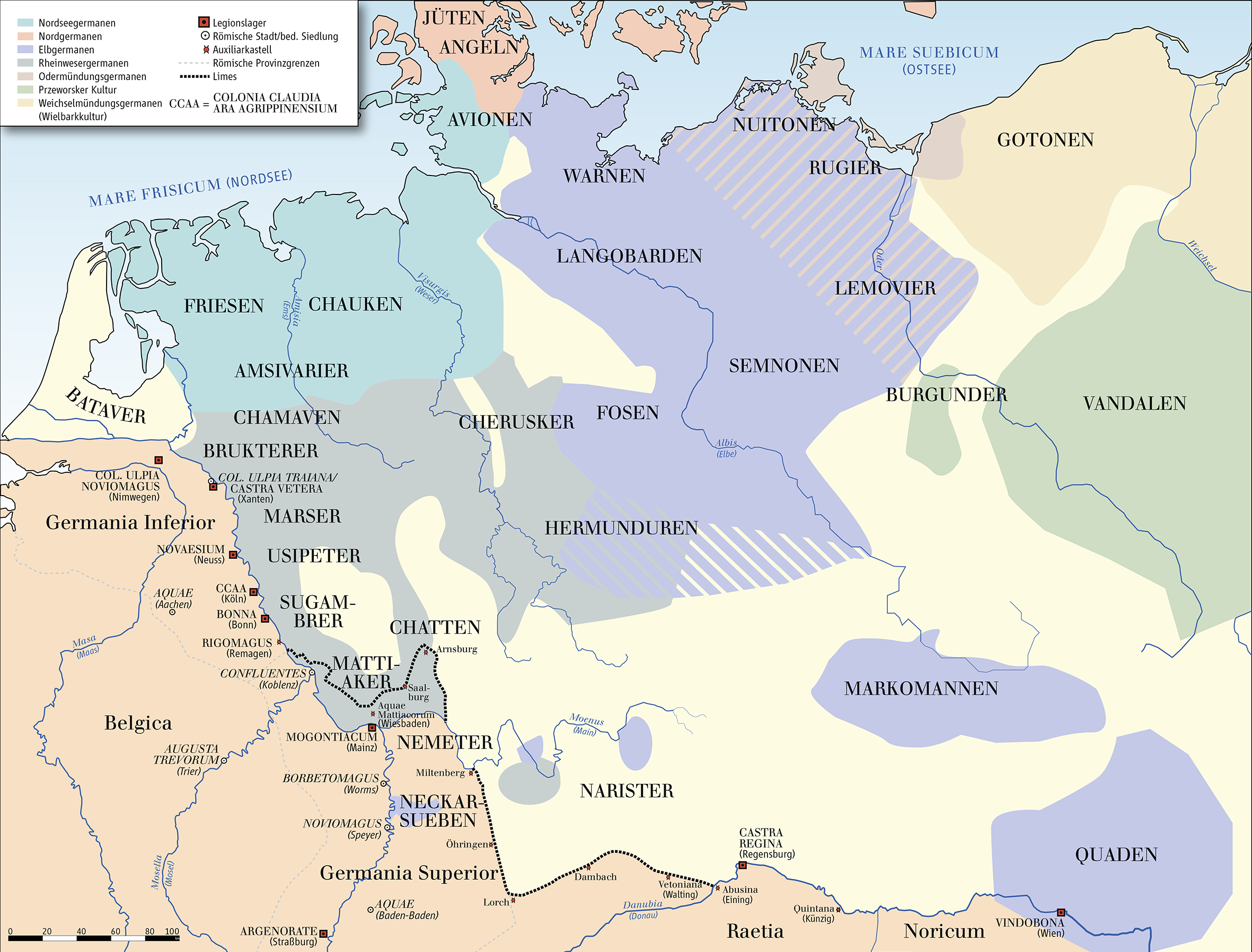

Немети (лат. Nemetes, дав.-гр. Νέμητες, тобто німці[джерело?]) — германське плем'я, яке згадується у Цезаря. Він повідомляє, що немети перейшли Рейн разом зі свевами Аріовіста. Пізніше поселилися між Пфальц і Боденським озером поруч з треверов і вангіонами і були швидко романізовані.